# وزارة الدفاع الوطني (الصين)
وزارة الدفاع الوطني لجمهورية الصين الشعبية (بالصينية: 中华人民共和国国防部) أو «وزارة الدفاع الوطني» (بالصينية: 国防部) هي وزارة تنفيذية تتبع الحكومة الشعبية المركزية، ويرأسها وزير الدفاع الوطني. تأسست عام 1954.

## التأسيس
تأسست وزارة الدفاع الوطني بموجب قرار من مجلس الشعب الصيني في دورته الأولى عام 1954. على عكس الدول الأخرى، لا تمارس وزارة الدفاع الوطني سلطة القيادة على جيش التحرير الشعبي، الذي يخضع للجنة العسكرية المركزية. وتعمل وزارة الدفاع الوطني كجهاز ارتباط يمثل اللجنة العسكرية المركزية وجيش التحرير الشعبي عند التعامل مع الجيوش الأجنبية في التبادل العسكري والتعاون.

## هيكل الوزارة
هناك عدد قليل من الإدارات التابعة لوزارة الدفاع الوطني ويتم تشغيلها من قبل إدارات اللجنة العسكرية المركزية. تتكون الوزارة من الآتي:
- مكتب المعلومات
- مكتب الاتصالات الدولية
- مكتب الشؤون الخارجية
- مكتب حفظ السلام
- مركز شؤون حفظ السلام
- مكتب التعبئة

## وصلات خارجية
- وزارة الدفاع الوطني لجمهورية الصين الشعبية (باللغة الصينية)
- وزارة الدفاع الوطني لجمهورية الصين الشعبية (باللغة الإنجليزية)
- الصين العسكرية على الإنترنت